# アルファ崩壊
アルファ崩壊（アルファほうかい、α崩壊、英: alpha decay）とは、不安定な原子核が放射線としてアルファ線（α線）を放出する放射性崩壊の一種である。アルファ崩壊が発生する原因は量子力学におけるトンネル効果である。アルファ壊変（アルファかいへん）ともいう。

## 概要
アルファ崩壊は、ある原子核がアルファ粒子（陽子2つ、中性子2つの、ヘリウム4の原子核）を放出し、原子番号と中性子数が2減る。
例えば次のような崩壊の事を指す
{\displaystyle {}_{92}^{238}{\hbox{U}}\;\to \;{}_{90}^{234}{\hbox{Th}}\;+\;{}_{2}^{4}{\hbox{He}}^{2+}}
これはより一般的には次のように記述される。
{\displaystyle {}^{238}{\hbox{U}}\;\to \;^{234}{\hbox{Th}}\;+\;\alpha }

アルファ崩壊

アルファ粒子はヘリウム4の原子核でもあり、質量数や中性子数の減少はヘリウム原子核分と等しい。アルファ崩壊は一つの原子が二つの原子へと分かれる核分裂反応ととらえることもできる。
なお、崩壊の際にアルファ粒子は原子核内で働く核力（強い力）を振り切り、上回るだけのエネルギーを持つわけではない。アルファ崩壊はトンネル効果によりアルファ粒子がエネルギーの壁を通り抜け、原子核から飛び出すことにより起きている。原子核外へは強い力が及ばず、さらに原子核とアルファ粒子の間には電磁気力による斥力が働いているため、一度外へ出たアルファ粒子はそのまま原子の外へ高速で飛び出すことになる。
重い原子核が分裂することであるアルファ崩壊によりアルファ線が放出されるが、アルファ崩壊を起こす元素は崩壊系列の中においても限られ、崩壊系列のひとつであるウラン系列においてはウラン238(半減期は45億年)、ウラン234(半減期は24万年)、トリウム230(半減期は7万7千年)、ラジウム226(半減期は1600年)、ラドン222(半減期は3.82日)、ポロニウム218(半減期は3.05分)、ポロニウム214(半減期は164マイクロ秒)、ポロニウム210(半減期は138.4日)である。半減期が短いほど高水準の放射性活性が短期間続き、半減期が長いほど低水準の放射性活性が長期間続く。アレクサンドル・リトビネンコ暗殺の死因はポロニウム210による体内被曝とされている。